# Каллиграфия в азербайджанской культуре
В написании азербайджанских рукописных книг существует множество приемов переписывания, насталик, талик, шикасте, сулс, рейхани, дивани, руга, мухаггык, туги и др. использовались линейные образцы. Научные работы в основном написаны линией насх. Кроме того, образцы каллиграфии можно найти в надписях мечетей, изделиях из меди, военных изделиях, кашкуле и табарзи, которыми пользовались суфийские дервиши.

## История

### Средневековый век
Примерами каллиграфов, живших в средние века, являются Кишвари из Газвини[уточнить]. Средневековые азербайджанские рукописи Халил бин Ахмед, в период Сефевидов, Мухаммад ибн Гусейн Катиб Нишати, Махмуд Ширази, Осман ибн Махмуд Эффенди из Шемахи в XVIII веке, Казим Гарадонлу и т. д. были переписаны писцами и каллиграфами. Оксфордская копия дивана Афсахеддина Хидаята XV века выделяется своей графически-каллиграфической уникальностью. «Красивое золотое изделие и каллиграфия» дивана Шаха Исмаила Хатаи XVI века показывают его связь с империей.
В 1591 году Махмуд ибн Шахмохаммед Ардабили скопировал диван Мухаммеда Физули в линии Талика. В настоящее время эта книга хранится в отделе турецких рукописей дворца-музея Топкапы в Стамбуле. В 1664 году Мухаммад Реза Ардабили скопировал поэму Физули «Лейли и Меджнун» в строчку насталиг. Эта копия, украшенная 22 миниатюрами и имеющая, помимо литературного значения, большую художественную ценность, хранится в отделе тюркоязычных рукописей Британской национальной библиотеки.
В своем стихотворении Мухаммад Физули использовал заклинание «быть пером» для каллиграфов, которые плохо пишут, допускают пунктуационные и орфографические ошибки. Это показывает, что ошибки каллиграфов в письме приводят к различиям в значении.

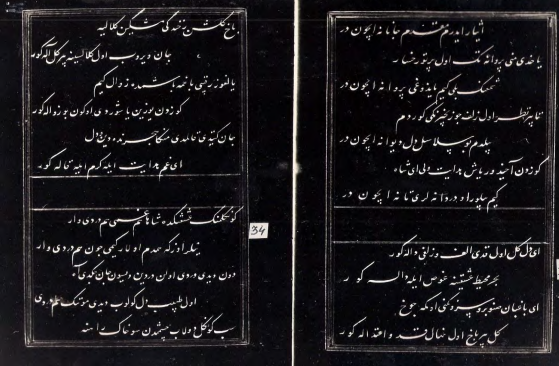
Диван Афсахеддин Хидаят
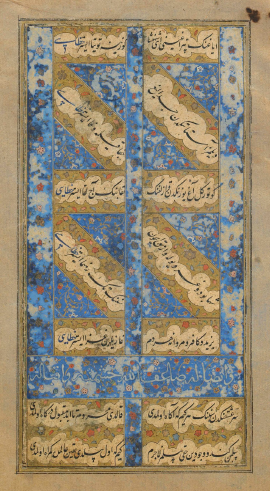
Шах Исмаил Хатаи диван

## Современная эпоха
В Азербайджане мастер Баба (XVIII век, Баку), мастер Абузар Бадалов (XVIII—XIX века, Шахбуз), мастер Зейнал Наггаш (XIX век, Ордубад), мастер Ахмед (XVIII век, Лянкяран), мастер Мухаммед (XIX век), Гянджа) занимались художники.
В северо-западном регионе Азербайджана красивейшие образцы каллиграфии можно увидеть на надгробиях и рукописях. XVIII—XIX века — период расцвета искусства каллиграфии в регионе. Наиболее распространенным типом письма является насх, а региональный тип называется «насх-и тала». Каждую строфу своего стихотворения «Ты похож на Алифа» Ашик Гусейн Машлаши посвятил арабской букве. Еще одна традиция, принадлежащая региону Кар-Балакена, — это традиция Кахф джузю. Сура Кахф Священного Корана написана в форме жуза и читается по пятницам. Кузлеры писали известные каллиграфы того времени, а также люди, которые умели писать и писать (студенты медресе, простые люди, даже женщины). Более сотни примеров этой традиции хранятся в Загатальском историко-географическом музее.
В Шуше, одном из культурных центров Закавказья XIX века, работали такие каллиграфы, как Мирза Мухаммадкарим бек Кабирли, Гаджи Мирза Алигулу Юсифзаде, Молла Али Карабаги, Мирза Исмаил Межун, Мирза Гусейн бек Салар, Мир Мохсен Наваб, Гасанали хан Гарадаги. Ученик Моллы Али Мирза Казим опубликовал свои сочинения под названием «Иншай-Мирза Казим», и эта книга использовалась как образец каллиграфии в медресе. Гасанали хан Гарадаги скопировал книгу Мир Мехди Хазани «Китаби-тарихи-Карабах» шрифтом шикасте-насталиг. Мирза написал фрагменты стихов Саади стирающей строкой в подарке в виде папки, хранящемся в Эрмитаже Древнего Еревана. Мирза Исмаил Гасир, секретарь Лянкяранского аварийного суда, был мастером линии насх, талик и нахун.
Немецкий востоковед Фридрих Боденштедт так описывал Мирзу Шафи Вазеха, преподававшего каллиграфию в Гяндже и Тифлисе: «Мирза Шафи писал очень красиво и в то же время вносил красоту и разнообразие: он приспосабливал буквы к содержанию текста. Если ему приходилось писать о обычные вещи, то он, одевая их в праздничные одежды вместо обычных нарядных вещей, писал письма женщинам особым тонким почерком».
В середине XIX века в Азербайджане особое внимание уделялось урокам каллиграфии в медресе. Одним из таких медресе было медресе Абдулкани Халисагаризаде Нухави (1817—1879), автора «Маджмаул-Хош Хати» в Нухе. Рукописные книги Нухави составлены с художественно-эстетическим вкусом, преимущественно с использованием линий насх и насталиг. Абдуссалам Ахундзаде, пятый шейх-ислам мусульман Кавказа, издал в 1894 г. в Тбилиси учебник «Хатти-талик и насталик». В окрестных селах города Баку искусство каллиграфии в основном преподавалось в школах при мечетях наряду с уроками религии, и так готовились искусные мастера этого искусства. Мирза Асадулла из Сураханы был каллиграфом хадисов фасада здания «Исмаилия». Ремесла его ученика Ахмеда Ализаде хранятся в Институте Рукописей НАНА.

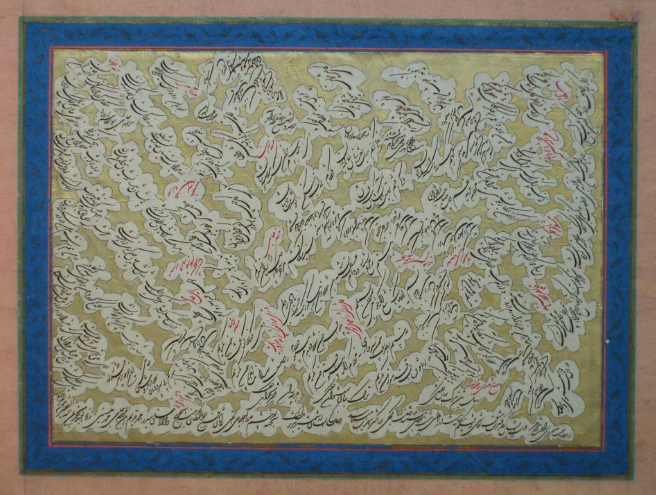
Образец художественной рукописи Мирзы Гадима Еревани
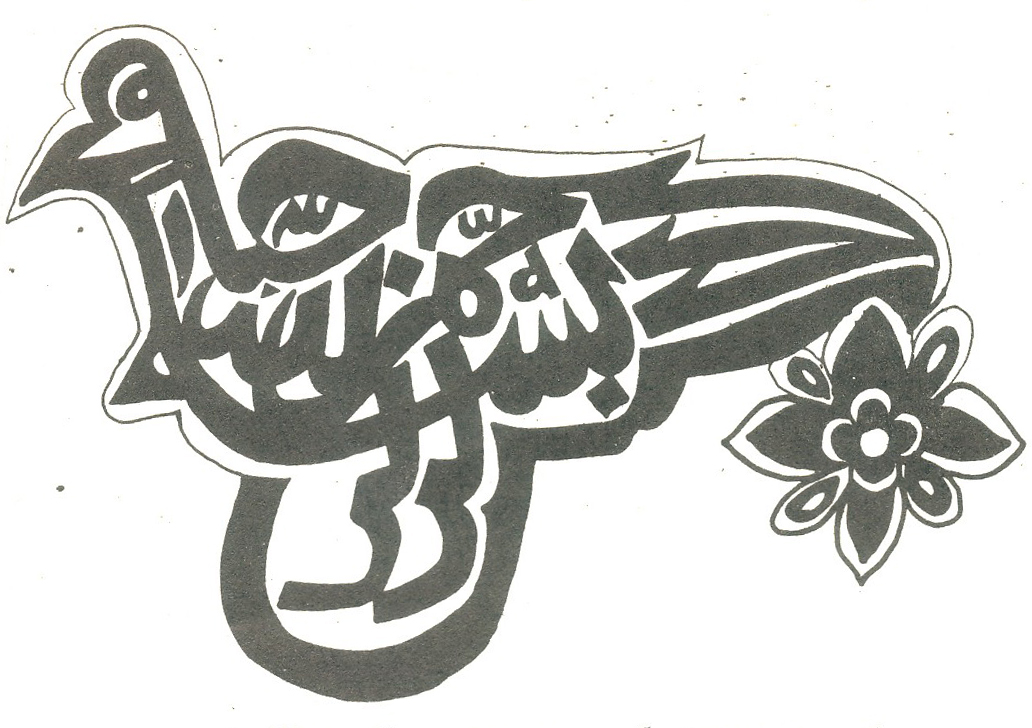
Надпись на гробнице шейха Бадреддина

В советское время переход на латиницу и научно-технический прогресс привели к упадку искусства каллиграфии. В наше время такие художники, как Сейфеддин Мансимоглу, Гаджи Эльдар Микаилзаде, Явер Асадов, Гюльхан Байдемир, используют каллиграфию в своих работах. Сочетая каллиграфию с резьбой по дереву, Сейфеддин Мансимоглу посвящал работы таким личностям, как Мухаммад Физули, Шах Исмаил Хатаи и Маулана Джалаладдин Руми. Гаджи Эльдар Микаилзаде создал синтез художественной каллиграфии с ботаническими и исламскими узорами при реставрации мечети Цапир.

## Каллиграфы

### Средневековый период
- Старинный Ордубади. Он получил опыт переписчика в канцелярии шаха Исмаила и изобрел тип строки под названием «туграйи-шахи».[18]
- Муртезаглу хан Шамлы. Он был поэтом и каллиграфом. Писал стихи на азербайджанском и персидском языках[19].

### XIX век
- Мохаммед Халифа Аджиз. Поэт, живший в эпоху Каджаров, был мастером каллиграфии, писал стихи и оды для молитв и двора. Он писал молитвы строкой насх, и это у него хорошо получалось.[20]
- Абдулкани Нухави. Каллиграф, написавший «Мухтасар аль-Кудури». Его копия отличается полиграфическими особенностями и качеством.[21]
- Молла Гасым Баят. Он копировал лицо рукописей. Так, он пригласил каллиграфов, живописцев, музахибов и переплетчиков из Шуши в свое село, чтобы размножать копии рукописей. Во время его руководства искусство каллиграфии в основном преподавалось как предмет в медресе Баят.[22]
- Абдулкарим бек Мамедов. Он переписывал книжные страницы для библиотеки Джафаргулу-хана.[22]

### Современный Азербайджан
- Азад Ясар. Оригинальная куфическая каллиграфическая композиция «Аллаху-акбар» вошла в раздел «Каллиграфия» детской энциклопедии «Азербайджанское искусство» (2011)[23].